# Plimmyri
Plimmyri (griechisch Πλημμύρι (n. sg.)) ist eine kleine Strandsiedlung im Südosten der Insel Rhodos, etwa 85 Kilometer der Stadt Rhodos entfernt. Sie wurde offiziell mit der Veröffentlichung der Volkszählungsergebnisse 2001 als Wohnplatz der Ortschaft Kattavia mit 29 Einwohnern anerkannt und zählt seit der Verwaltungsreform 2010 zur Ortsgemeinschaft Lachania. Die nächstgelegenen Orte sind Kattavia im Westen und Lachania im Norden.
Plimmyri verfügt über eine Mole, die hauptsächlich von Fischerbooten genutzt wird. Der etwa 3 Kilometer lange Strand der Bucht besteht aus einer Sand-Kies Mischung und wird von der Meeresschildkröte Caretta caretta zur Eiablage genutzt.

## Lage
Die Streusiedlung Plimmyri ist an der gleichnamigen Bucht im Südosten der Insel Rhodos gelegen. Der Ort ist über eine Nebenstraße der Landstraße Kattavia-Lardos (Επαρχιακή Οδός Κατταβιάς-Λάρδου) an die Nationalstraße 95 zu erreichen. Die nächstgelegenen Orte sind Kattavia im Westen und Lachania im Norden.
Etwas zurückgesetzt befindet sich im nördlichen Bereich der Bucht eine weitläufige Hotelanlage. Ein natürlicher Sand- und Kiesstrand erstreckt sich über einen Großteil der nach Südosten offenen Bucht von Plimmyri. Weiter nordwärts folgt im Mündungsbereich des kleinen Sturzbachs Matseli ein kleines Inselfeuchtgebiet (Έλος Πλημμυρίου Élos Plimmyríou) von etwa 1,6 Hektar Fläche, das durch ein Präsidialdekret geschützt ist. Daran unmittelbar östlich angrenzend befindet sich eine traditionelle Taverne mit der Kapelle Zoodochos Pigi und etwas weiter am nördlichen Ende der Bucht eine Bootsanlegestelle. Nach Süden ist der angrenzende Küstenbereich geprägt von Sanddünen, Schilfbeständen, einem erheblichen Anteil an natürlicher Vegetation und extensivem Acker- und Weideland, dazwischen liegen vereinzelt Gebäude. Im südlichen Bereich befindet sich ein Fischzuchtbetrieb. Den südlichen Abschluss der Bucht bildet das Kap Germata (Ακρωτήριο Γερματά).

## Geschichte
In der Antike lag bei Plimmyri eine bedeutende Siedlung von Lindia. Der Ort mit Hafen und einem Heiligtum des Apollon Ixios, dessen Verehrung auf Rhodos weit verbreitet war, wird heute mit dem spärlich in antiken Quellen überlieferten Ixia (Ἰξία) oder Ixiai (Ἰξίαι) gleichgesetzt.
Vom Mittelalter bis ins 19. Jahrhundert waren Reisende, Gelehrte und Forscher wegen Reiseunterbrechungen oft nur kurzzeitig in der Stadt Rhodos oder deren näheren Umgebung unterwegs. Die mehrtägige Reise des deutschen Archäologen Ludwig Ross 1844 zählt zu den ersten längeren Aufenthalten auf der Insel. Sein Interesse richtete sich auf die Überreste antiker Denkmäler. Er berichtete über die mit vielen Scherben und einigen Trümmerhaufen übersäte kleine Küstenebene bei Plemmyrin, vom Fragment einer kolossalen Grabstele aus weißem Marmor und der neuerrichteten Kirche am nordöstlichen Ende der Bucht, für deren Baumaterial die Trümmerhaufen dienten. Ross vermutete in hellenistischer sowie in frühchristlicher Zeiten einen nicht unansehnlichen Ort und schloss auf Ixia, bemängelte aber die dürftigen topographischen Angaben bei den antiken Geschichtsschreibern.

Spratt-Karte mit Nachträgen von 1967

Als Mitglied der École française in Athen berichtete der französische Forschungsreisende Victor Guérin von seiner  Reise nach Rhodos. In seiner ausführlicheren Beschreibung, erwähnte er das Kloster Zoodochos Pigi, die Lage der antiken Ruinen von Ixia, einen kleinen, versandeten Hafen mit Überresten einer Steinmole und jenseits des Plimmyrios-Stroms die Überresten desselben Ortes. Er kam zu den gleichen Schlüssen wie Ross und erwähnt die Annahme von Spratt als richtig, die Lage des alten Ixia auf dessen Karte richtig verzeichnet zu haben.
Ab 1853 bereiste der deutsche Landschaftsmaler Albert Berg Teile Kleinasiens und Rhodos, unter Bezug auf Ross und Guérin bestätigte er deren Annahmen und Beschreibungen, ebenso wie Biliotti und Cottret in ihrer Veröffentlichung über Rhodos von 1881. Zusätzlich äußerten sie die Vermutung, dass Ixia auf Ruinen der durch eine Überschwemmung zerstörten Stadt Kyrbe (Κύρβη) erbauten worden sein könnte.

### Archäologie
Die erste archäologische Erforschung in der Umgebung Plimmyris mit Oberflächenbegehungen und einer begrenzten Ausgrabung unternahmen die dänischen Archäologen Christian Blinkenberg und Karl Frederik Kinch mit Unterstützung der Carlsberg-Stiftung am Anfang des 20. Jahrhunderts. Sie identifizierten eine durch Grabplünderungen der lokalen Einwohner beträchtlich gestörte größere Nekropole sowie Teile einer Befestigungsmauer. Mit dem Hauptziel das Ausmaß der prähistorischen und mykenischen Besiedlung des Dodekanes abschätzen zu können, brachten die britischen Archäologen Richard Hope Simpson und John Francis Lazenby 1970 auf Rhodos ihre mehrjährigen Untersuchungen zum Abschluss. Funde von Keramikscherben auf dem Hügel über der Kapelle Zoodochos Pigi lassen auf eine bronzezeitliche Siedlung schließen, wegen der Lage erscheint auch ein Standort in mykenischer Zeit möglich.
Die Überreste einer Befestigung sowie Siedlungsreste und hellenistische Keramikscherben auf dem Hügel sind durch archäologische Begehungen belegt. Eine begrenzte Ausgrabung der außerhalb der Umfassungsmauer gelegenen Nekropole erbrachte wegen der überwiegend geplünderten Gräber äußerst wenige Funde. Neben kleineren Metallgegenständen wie Münzen, goldenen Schmuckringen fanden sich auch Amphoren und verschiedenartige Glasgefäße teilweise aus syropalästinensischen Herkunft. Ein Kammergrab mit einem Vorraum enthielt Knochen von mehreren Skeletten und eine bedeutende Anzahl von Bronzemünzen. Aufgrund von Münzfunde lässt sich die Nutzung der Nekropole von Plimmyri ab dem 4. Jahrhundert v. Chr. bis zum Ende des 3. Jahrhunderts n. Chr. belegen. Den südlichen Abschluss der Bucht von Plimmyri bildet die schmale, langgezogene Halbinsel Germata. Aus archaischer Zeit sind bauliche Überreste einer vermuteten Siedlung erhalten, die zeitgleich mit Vroulia am Südende von Rhodos existierte.
In frühchristlicher Zeit befand sich bei Plimmyri eine von mehreren Siedlungen an der Südostküste von Rhodos. In diesem Gebiet hatten sie die bedeutende Aufgabe, die Außengrenze des Byzantinischen Reichs zu kontrollieren und gegenüber feindlichen Angriffen zu schützen. Daneben sicherte das Meer als Handels- und Kommunikationsweg die wirtschaftliche Entwicklung und den Wohlstand der Gemeinschaften. Möglicherweise führten Invasionen durch arabische Piraten zur Aufgabe der Siedlungen, wie sie auch von andernorts bekannt ist. Inschriften in der Kapelle Zoodochos Pigi geben Hinweise auf das religiöse Denken der örtlichen Bevölkerung. Die Anzahl und Qualität von wieder verbauten architektonischer Überreste aus unterschiedlichen Zeiten belegt die wirtschaftliche Situation der ehemaligen Gemeinschaften.
Ende des 15. Jahrhunderts wurde unter der Johanniterherrschaft zum Schutz der Hafenbucht inmitten den archaischen Ruinen der Germata-Halbinsel ein Wachtturm (Βίγλα Vigla) errichtet. Dieser war in das inselumspannende Netzwerk von Türmen und Befestigungen integriert, die untereinander in Sichtkontakt standen.

## Sehenswürdigkeiten

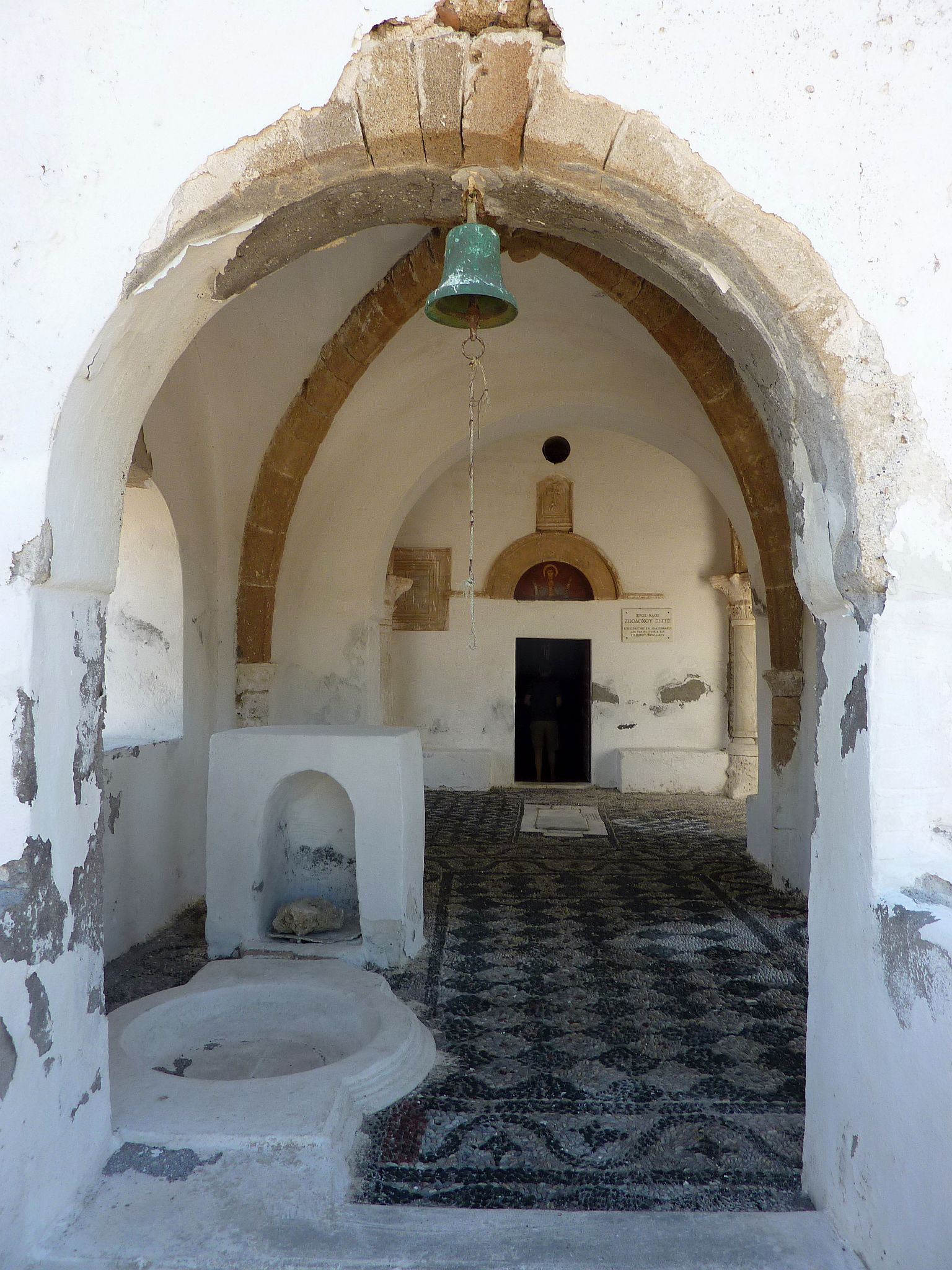
Vorbau der Kirche Zoodochos Pigi

Nahe dem Strand steht die Kirche Zoodochos Pigi. Sie wurde 1840 erbaut und verfügt über einen doppelten Vorbau, in dem Reste einer frühchristlichen Basilika aus dem 5. oder 6. Jahrhundert verbaut wurden.

## Tourismus
Plimmyri galt lange Zeit als ruhiger und abgelegener Ort für Ausflugsstops. Seit 2015 gibt es dort ein Clubhotel mit über 400 Zimmern.
Der Strand von Plimmyri (Παραλία Πλημμύρι Paralía Plimmýri) wurde 2002 als Badegewässer ausgewiesen. Seit 2010 wird die Wasserqualität regelmäßig nach der EG-Badegewässerrichtlinie überprüft und seit 2014 immer mit ausgezeichnet bewertet. Der natürliche Sand- und Kiesstrand nimmt einen Großteil der nach Südosten offenen Bucht von Plimmyri ein. Er hat eine Länge von etwa 1700 Metern, die durchschnittliche Breite beträgt 25 Meter. Der Strand ist nicht organisiert, lediglich im nördlichen Bereich bei der Hotelanlage gibt es Sonnenliegen, Sonnenschirme, Mülleimer und Strandduschen.